# Bélgica en los Juegos Olímpicos de México 1968
Bélgica estuvo representada en los Juegos Olímpicos de México 1968 por un total de 82 deportistas que compitieron en 13 deportes.  
El portador de la bandera en la ceremonia de apertura fue el atleta Gaston Roelants.

## Medallistas
El equipo olímpico belga obtuvo las siguientes medallas:
| Nombre                          | Deporte           | Competición |
| ------------------------------- | ----------------- | ----------- |
| Oro                             |                   |             |
| —                               |                   |             |
| Plata                           |                   |             |
| Serge Reding                    | Halterofilia      | +90 kg M    |
| Bronce                          |                   |             |
| Daniel Goens Robert Van Lancker | Ciclismo en pista | Tándem M    |